# Jeri verd
El jeri verd (Neomixis viridis) és una espècie d'ocell passeriforme de la família Cisticolidae.
És endèmic a Madagascar.
El seu hàbitat natural són els boscs humits tropicals de terres baixes d'Illes Almirallat.

## Taxonomia
Existeixen dues subespècies:
- Neomixis viridis viridis (Sharpe, 1883)
- Neomixis viridis delacouri (Salomonsen, 1934)